# Покерфейс (фильм)
«Покерфейс» (англ. Poker Face) — австралийско-американский художественный фильм режиссёра Рассела Кроу, премьера которого состоялась в ноябре 2022 года. Главные роли в картине сыграли сам Кроу и Лиам Хемсворт.

## Сюжет
Главный герой фильма, миллиардер по имени Джейк, собирает в своём доме старинных друзей, чтобы разыграть партию в покер. Внезапно на дом нападает группа неизвестных.

## В ролях
- Рассел Кроу  — Джейк Фоули
- Лиам Хемсворт  — Майкл
- RZA  — Эндрю Джонсон
- Аден Янг  — Алекс Харрис
- Стив Бастони  — Пол Муччино
- Дэниэл Макферсон  — Сэм Макинтайр
- Брук Сатчуэлл  — Николь Фоули
- Мэтт Нэйбл  — Билли
- Жаклин Маккензи  — доктор
- Эльса Патаки  — Пенелопа
- Джек Томпсон  — шаман Билл

## Премьера и восприятие
16 ноября 2022 года картина вышла в ограниченный театральный прокат. 22 ноября она вышла во всех кинотеатрах.
«Покерфейс» встретил неоднозначный приём. Критики отмечают, что Кроу удалось собрать неплохой актёрский ансамбль, но сюжет остался непродуманным, операторская работа и монтаж оставляют желать лучшего. По словам одного из рецензентов, «„Покерфейс“ получился рваным, натужным и до ужаса халтурным фильмом, который, наверняка, назовут одним из худших в этом году».